# Down II: A Bustle in Your Hedgerow
Down II: A Bustle in Your Hedgerow (w skrócie Down II) jest drugim albumem grupy Down, wydanym 26 marca 2002 roku.
Album został wydany siedem lat po premierze debiutanckiej płyty grupy, NOLA. W 1996 roku grupa zrobiła sobie wakacje, więc jej członkowie mogli skupić się na swoich głównych projektach.
Down zebrał się ponownie w 1999 roku, jednak bez Todda Strange. Jego miejsce zajął basista Pantery, Rex Brown. Muzycy przenieśli się do stodoły Phila Anselmo, zwanej "Nodferatu's Lair", w południowej Luizjanie. Mieszkali tam i nagrywali album przez 28 dni bez opuszczania domu – wszystko to, aby nadać mu "bluesowego" wyczucia.
Według danych z kwietnia 2002 album sprzedał się w nakładzie 62,366 egzemplarzy na terenie Stanów Zjednoczonych.

## Lista utworów
1. "Lysergik Funeral Procession" (Anselmo/Keenan/Bower/Windstein) – 3:10
2. "There’s Something on My Side" (Anselmo/Keenan/Windstein) – 5:21
3. "The Man that Follows Hell" (Anselmo/Keenan) – 4:33
4. "Stained Glass Cross" (Anselmo/Keenan/Bower) – 3:36
5. "Ghosts Along the Mississippi" (Anselmo/Keenan/Windstein/Bower/Brown) – 5:06
6. "Learn From This Mistake" (Anselmo/Keenan/Brown) – 7:14
7. "Beautifully Depressed" (Anselmo/Keenan/Windstein/Bower) – 4:52
8. "Where I'm Going" (Anselmo/Keenan) – 3:10
9. "Doob Interlude" (Bower) – 1:50
10. "New Orleans is a Dying Whore" (Anselmo/Windstein/Keenan/Bower) – 4:15
11. "The Seed" (Anselmo/Keenan/Bower) – 4:21
12. "Lies, I Don't Know What They Say But..." (Anselmo/Keenan/Brown) – 6:21
13. "Flambeaux's Jamming with St. Aug" (Bower) – 0:59
14. "Dog Tired" (Anselmo/Keenan/Bower) – 3:21
15. "Landing on the Mountains of Meggido" (Anselmo) – 7:49

## Twórcy
- Phil Anselmo – wokal
- Pepper Keenan – gitara
- Kirk Windstein – gitara
- Rex Brown – gitara basowa
- Jimmy Bower – perkusja
- Stephanie Opal Weinstein – wokal w tle utworu "Landing On The Mountains Of Meggido"